# Chacao (município)
Chacao é um município da Venezuela localizado no estado de Miranda.
A capital do município é a cidade de Chacao.
Chacao é um dos municípios mais conhecidos da Venezuela por seu urbanismo característico e por sua qualidade de vida. O município, apesar de ser o menor dos 5 que formam a área metropolitana de Caracas, é um dos mais importantes por ser sede de embaixadas e consulados, centros comerciais, bancos, hotéis, entre outros.
Chacao é servida pelo metrô de Caracas. Ficam em Chacao as estações Chacaito, Chacao, Altamira e Parque del Este.